# Giacomo Coltrini
Giacomo Coltrino (1450 ca. – Cefalonia o Corfù, 26 febbraio 1501) è stato un architetto e pittore italiano al servizio della Repubblica di Venezia, attivo nella seconda metà del Quattrocento.

## Biografia
Noto anche Jacomo o Jacobo Coltrin o Coltrini e altre grafie. Dipinse forse affreschi per la chiesa sotterranea di San Faustino Maggiore a Brescia non più esistente. Nel 1492 lavorò alla costruzione di una torre del Castello di Rovereto e l'anno seguente fu incaricato di restaurare una torre del Castello di Brescia,a Corfù si dedicò al restauro delle fortificazioni ricevendo elogi dal governo della Serenissima per la sua solerzia.
Morì come ingegnere militare a Cefalonia. Lo zio paterno di Tiziano, Gregorio Vecellio, visse nella casa di Giacomo Coltrino a Venezia.